# Tobias Stieler
Tobias Stieler (Obertshausen, 2 juli 1981) is een Duits voetbalscheidsrechter. Hij is in dienst van FIFA en UEFA sinds 2014. Ook leidt hij sinds 2012 wedstrijden in de Bundesliga.
Op 17 februari 2012 leidde Stieler zijn eerste wedstrijd in de Duitse nationale competitie. Tijdens het duel tussen 1899 Hoffenheim en Mainz 05 (1–1) trok de leidsman tweemaal de gele kaart. In Europees verband debuteerde hij tijdens een wedstrijd tussen HNK Rijeka en Ferencváros in de tweede voorronde van de Europa League; het eindigde in 1–0 voor de thuisploeg en Stieler gaf vijf gele kaarten. Zijn eerste interland floot hij op 5 juni 2016, toen België met 3–2 won van Noorwegen. Tijdens dit duel gaf Stieler twee gele kaarten, aan Jordan Lukaku en Jonas Svensson.

## Interlands
| Datum             | Plaats                       | Wedstrijd               | Uitslag | Competitie             | Kreeg geel | Kreeg voor de tweede keer geel en dus rood | Weggestuurd |
| ----------------- | ---------------------------- | ----------------------- | ------- | ---------------------- | ---------- | ------------------------------------------ | ----------- |
| 5 juni 2016       | Brussel, België              | België – Noorwegen      | 3 – 2   | Vriendschappelijk      | 2          | 0                                          | 0           |
| 8 oktober 2016    | Glasgow, Schotland           | Schotland – Litouwen    | 1 – 1   | WK 2018 kwalificatie   | 4          | 0                                          | 0           |
| 3 september 2017  | Borisov, Wit-Rusland         | Wit-Rusland – Zweden    | 0 – 4   | WK 2018 kwalificatie   | 3          | 0                                          | 0           |
| 23 maart 2018     | Glasgow, Schotland           | Schotland – Costa Rica  | 0 – 1   | Vriendschappelijk      | 0          | 0                                          | 0           |
| 2 juni 2018       | Solna, Zweden                | Zweden – Denemarken     | 0 – 0   | Vriendschappelijk      | 0          | 0                                          | 0           |
| 6 september 2018  | Amsterdam, Nederland         | Nederland – Peru        | 2 – 1   | Vriendschappelijk      | 2          | 0                                          | 0           |
| 12 oktober 2018   | Athene, Griekenland          | Griekenland – Hongarije | 1 – 0   | Nations League 2018/19 | 8          | 0                                          | 0           |
| 22 maart 2019     | Shkodër, Albanië             | Albanië – Turkije       | 0 – 2   | EK 2020 kwalificatie   | 5          | 0                                          | 0           |
| 10 juni 2019      | Warschau, Polen              | Polen – Israël          | 4 – 0   | EK 2020 kwalificatie   | 3          | 0                                          | 0           |
| 11 oktober 2020   | Londen, Engeland             | Engeland – België       | 2 – 1   | Nations League 2020/21 | 2          | 0                                          | 0           |
| 14 november 2020  | Lissabon, Portugal           | Portugal – Frankrijk    | 0 – 1   | Nations League 2020/21 | 4          | 0                                          | 0           |
| 24 maart 2021     | Saint-Denis, Frankrijk       | Frankrijk – Oekraïne    | 1 – 1   | WK 2022 kwalificatie   | 1          | 0                                          | 0           |
| 7 september 2021  | Kopenhagen, Denemarken       | Denemarken – Israël     | 5 – 0   | WK 2022 kwalificatie   | 6          | 0                                          | 0           |
| 12 oktober 2021   | Solna, Zweden                | Zweden – Griekenland    | 2 – 0   | WK 2022 kwalificatie   | 5          | 1                                          | 0           |
| 22 september 2022 | Istanboel, Turkije           | Turkije – Luxemburg     | 3 – 3   | Nations League 2022/23 | 2          | 0                                          | 0           |
| 20 november 2022  | Wenen, Oostenrijk            | Oostenrijk – Italië     | 2 – 0   | Vriendschappelijk      | 3          | 0                                          | 0           |
| 15 oktober 2023   | Oslo, Noorwegen              | Noorwegen – Spanje      | 0 – 1   | EK 2024 kwalificatie   | 6          | 0                                          | 0           |
| 17 oktober 2023   | Villeneuve-d'Ascq, Frankrijk | Frankrijk – Schotland   | 4 – 1   | Vriendschappelijk      | 3          | 0                                          | 0           |
| 9 september 2024  | Décines-Charpieu, Frankrijk  | Frankrijk – België      | 2 – 0   | Nations League 2024/25 | 4          | 0                                          | 0           |
| 14 november 2024  | Saint-Denis, Frankrijk       | Frankrijk – Israël      | 0 – 0   | Nations League 2024/25 | 3          | 0                                          | 0           |
| 20 maart 2025     | Piraeus, Griekenland         | Griekenland – Schotland | 0 – 1   | Nations League 2024/25 | 2          | 0                                          | 0           |

Laatste aanpassing op 27 maart 2025.